# Île de l’Ouest
Île de l’Ouest (deutsch etwa „Westinsel“) ist eine Insel des Kerguelen-Archipels im südlichen Indischen Ozean. Politisch gehört sie zum französischen Überseeterritorium Terres australes et antarctiques françaises (TAAF).

## Geographie
Île de l’Ouest liegt im äußersten Westen der Inselgruppe und ist von der Presqu’île des Lacs („Halbinsel der Seen“) an der Westküste von Grande Terre, der Hauptinsel des Archipels, durch die Détroit de la Marianne getrennt, die an ihrer engsten Stelle im Norden nur rund 40 Meter breit ist. Île de l’Ouest hat eine Länge von rund 11,7 km, eine Breite von bis zu 4,9 km und weist eine Fläche von 33 km² auf. Die höchste Erhebung der bergigen und zerklüfteten Insel ist der im Westen gelegene Pic Philippe d’Orléans mit 617 m über dem Meer. Die Insel ist vulkanischen Ursprungs und unbewohnt.